# Masao Tsuji
Masao Tsuji (født 29. marts 1987) er en japansk fodboldspiller, som spiller for den japanske fodboldklub YSCC Yokohama.